# Australia en los Juegos Olímpicos de Múnich 1972
Australia estuvo representada en los Juegos Olímpicos de Múnich 1972 por un total de 168 deportistas que compitieron en 20 deportes.  
El portador de la bandera en la ceremonia de apertura fue el piragüista Dennis Green.

## Medallistas
El equipo olímpico australiano obtuvo las siguientes medallas:
| Nombre                               | Deporte           | Competición           |
| ------------------------------------ | ----------------- | --------------------- |
| Oro                                  |                   |                       |
| Bradford Cooper                      | Natación          | 400 m libre M         |
| Shane Gould                          | Natación          | 200 m libre F         |
| Shane Gould                          | Natación          | 400 m libre F         |
| Beverley Whitfield                   | Natación          | 200 m braza F         |
| Shane Gould                          | Natación          | 200 m estilos F       |
| Gail Neall                           | Natación          | 400 m estilos F       |
| John Anderson David Forbes           | Vela              | Star M                |
| Thomas Anderson John Cuneo John Shaw | Vela              | Dragon M              |
| Plata                                |                   |                       |
| Raelene Boyle                        | Atletismo         | 100 m F               |
| Raelene Boyle                        | Atletismo         | 200 m F               |
| Clyde Sefton                         | Ciclismo en ruta  | Ruta ind. M           |
| John Nicholson                       | Ciclismo en pista | Scratch M             |
| Danny Clark                          | Ciclismo en pista | 1000 m contrarreloj M |
| Graham Windeatt                      | Natación          | 1500 m libre M        |
| Shane Gould                          | Natación          | 800 m libre F         |
| Bronce                               |                   |                       |
| Shane Gould                          | Natación          | 100 m libre F         |
| Beverley Whitfield                   | Natación          | 100 m braza F         |